# Concistori di papa Niccolò V

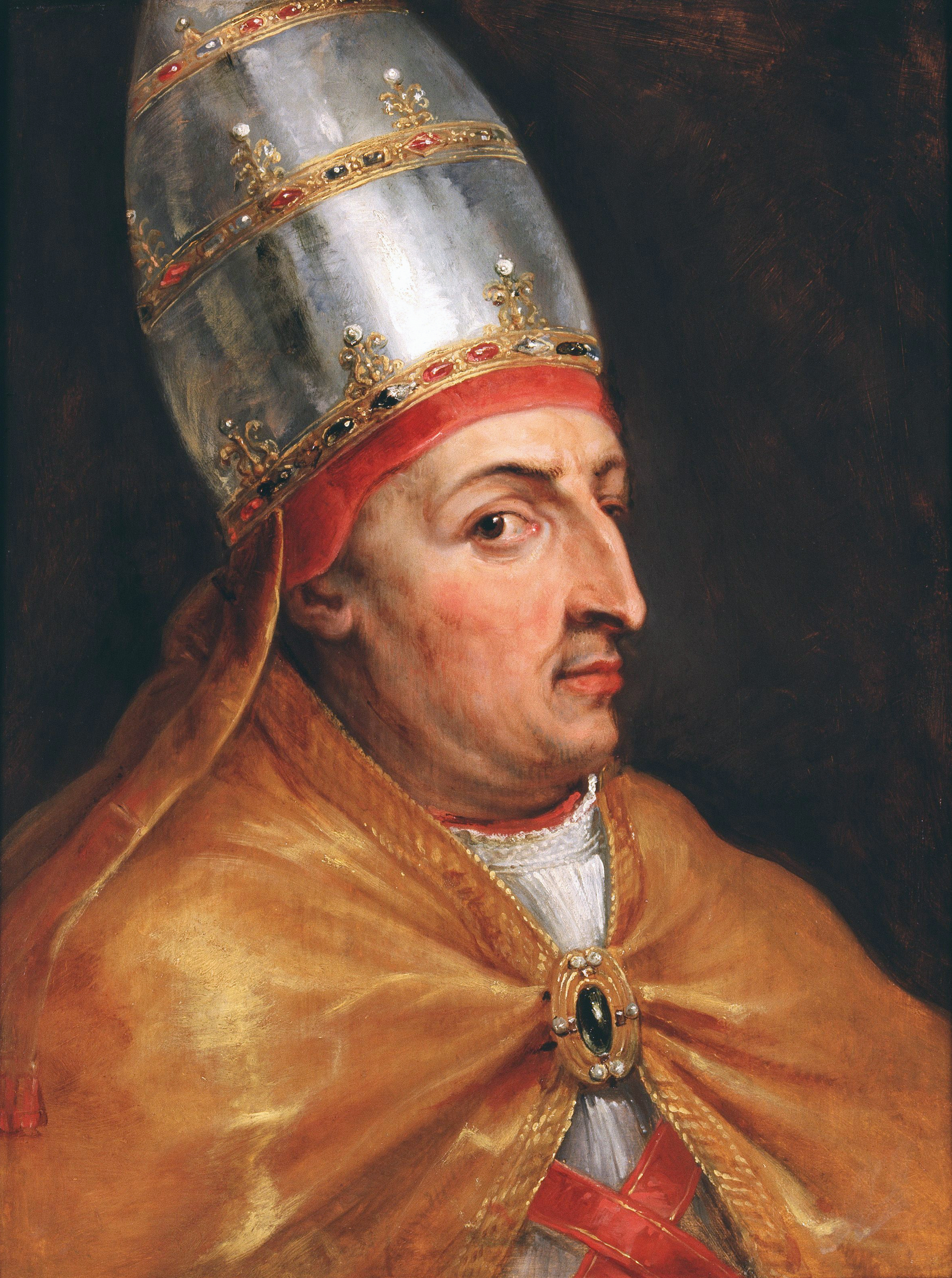
Papa Niccolò V

Questa voce raccoglie l'elenco completo dei concistori per la creazione di nuovi cardinali presieduti da papa Niccolò V, con l'indicazione di tutti i cardinali creati. In quattro concistori, Niccolò V ha creato 11 cardinali, provenienti da quattro nazioni: 6 francesi, 4 italiani e 1 spagnolo.

## 16 febbraio 1448 (I)
Il 16 febbraio 1448, durante il suo primo concistoro, papa Niccolò V ha creato un nuovo cardinale:
- Antonio Cerdá y Lloscos, O.S.S.T., arcivescovo di Messina (Sicilia); creato cardinale presbitero di San Crisogono; deceduto il 12 settembre 1459.

## 20 dicembre 1448 (II)
Il 20 dicembre 1448, papa Niccolò V creò 6 nuovi cardinali. I sei nuovi porporati furono:
- Astorgio Agnesi, arcivescovo di Benevento, creato cardinale presbitero di Sant'Eusebio; deceduto il 10 ottobre 1451.
- Latino Orsini, arcivescovo di Trani, creato cardinale presbitero dei Santi Giovanni e Paolo; deceduto l'11 agosto 1477.
- Alain de Coëtivy, vescovo di Avignone (Francia); creato cardinale presbitero di Santa Prassede; deceduto il 3 maggio 1474.
- Jean Rolin, vescovo di Autun (Francia); creato cardinale presbitero di Santi Stefano al Monte Celio; deceduto il 23 giugno 1483.
- Filippo Calandrini, vescovo di Bologna, creato cardinale presbitero di Santa Susanna; deceduto il 18 (o 22) luglio 1476.
- Nicola Cusano, arcidiacono di Liegi (Brabante); creato cardinale presbitero di San Pietro in Vincoli; deceduto il 12 agosto 1464.

## 23 aprile 1449 (III)
Il 23 aprile 1449, papa Niccolò V ha creato un nuovo cardinale:
- Amedeo VIII di Savoia, creato cardinale vescovo di Sabina (già Antipapa Felice V dal novembre 1439, eletto durante il Concilio di Basilea, all'aprile 1449, quando si riconciliò con Papa Niccolò V); deceduto il 7 gennaio 1451.

## 19 dicembre 1449 (IV)
Il 19 dicembre 1449, papa Niccolò V creò 3 nuovi cardinali:
- Jean d'Arces, arcivescovo di Tarantasia (Savoia), già pseudocardinale dell'antipapa Felice V nell'aprile 1444; creato cardinale presbitero dei Santi Nereo e Achilleo; deceduto il 12 dicembre 1454.
- Louis de La Palud, O.S.B., vescovo di San Giovanni di Moriana (Savoia), già pseudocardinale dell'antipapa Felice V nell'aprile 1440; creato cardinale presbitero di Sant'Anastasia; deceduto il 21 settembre 1451.
- Guillaume-Hugues d'Estaing, O.S.B., arcidiacono di Metz (Francia); già declinò la nomina a pseudocardinale dell'antipapa Felice V nell'aprile 1444; creato cardinale presbitero di Santa Sabina; deceduto il 28 ottobre 1455.

## Fonti
- (EN) Salvador Miranda, Nicholas V, su fiu.edu – The Cardinals of the Holy Roman Church, Florida International University.